# Adineta tuberculosa
Adineta tuberculosa är en hjuldjursart som beskrevs av Oliver Erichson Janson 1893. Adineta tuberculosa ingår i släktet Adineta och familjen Adinetidae. Arten är reproducerande i Sverige. Inga underarter finns listade i Catalogue of Life.